# Roberto Fernández Bonillo
Roberto Fernández Bonillo (* 5. Juli 1962 in Betxí), auch bekannt als Roberto, ist ein ehemaliger spanischer Fußballspieler und -trainer.

## Karriere

### Verein
Roberto begann in der Jugend des FC Villarreal mit dem Fußballspielen. 1978 rückte er in den Kader der ersten Mannschaft auf, wurde jedoch bei den Profis nicht eingesetzt. Daher wechselte er 1979 zum Zweitligisten CD Castellón, dem er 1981 zum Aufstieg in die Primera División verhalf.
Zur Saison 1981/82 wechselte Roberto zum FC Valencia, bei dem er sich ab dem 13. Spieltag als Stammspieler duchsetzte. Nach fünf Jahren bei Valencia wurde er 1986 vom FC Barcelona verpflichtet. Bei Barça feierte er mit zwei Pokalsiegen sowie dem Europapokal der Pokalsieger seine größten sportlichen Erfolge. 1990 kehrte Roberto nach Valencia zurück, wo er bis 1995 spielte. Anschließend wechselte er zu seinem Stammverein, dem FC Villarreal. 1999 schloss er sich dem Aufsteiger in die Segunda División, dem FC Córdoba, an, bei dem er 2001 seine Spielerkarriere beendete.
Danach arbeitete Roberto als Trainer; zunächst bei der zweiten Mannschaft des FC Valencia, Ende 2005 für zwei Monate als Cheftrainer bei seinem alten Klub FC Córdoba. Zwischen Ende 2006 und Anfang 2009 trainierte er die unterklassigen Vereine Orihuela CF
und UD Alzira.
Im Sommer 2015 kehrte Roberto Fernández als Technischer Direktor zum FC Barcelona zurück. Er verließ den Verein im Juni 2018 nach Ablauf seines Vertrags.

### Nationalmannschaft
Roberto wurde 1986 mit der spanischen U-21-Nationalmannschaft Europameister.
Sein Debüt in der spanischen A-Nationalmannschaft gab Roberto am 27. Oktober 1982 beim 1:0 im Qualifikationssspiel zur Europameisterschaft 1984 gegen Island. Nach der erfolgreichen Qualifikation berief ihn Nationaltrainer Miguel Muñoz in den spanischen Kader für die Endrunde. Seinen einzigen Einsatz während des Turniers hatte Roberto beim 0:2 im Finale gegen Gastgeber Frankreich, als er beim Stand von 0:1 in der 85. Spielminute für Salva eingewechselt wurde.
Nachdem Roberto nicht für die Weltmeisterschaft 1986 und die Europameisterschaft 1988 berücksichtigt worden war, berief ihn Nationaltrainer Luis Suárez in das spanische Aufgebot für die Weltmeisterschaft 1990 in Italien. Er bestritt alle vier Partien der Spanier während des Turniers. Im Achtelfinale schieden die Spanier nach einem 1:2 nach Verlängerung gegen Jugoslawien aus dem Turnier aus.
Sein letztes von insgesamt 29 Länderspielen, in denen er ein Tor erzielte, bestritt Roberto beim 1:1 am 16. Januar 1991 im Freundschaftsspiel gegen Portugal, als er nach der ersten Halbzeit gegen Martín Domínguez ausgewechselt wurde.

## Erfolge
- Spanischer Pokal: 1988, 1990
- Europapokal der Pokalsieger: 1989
- U-21-Europameister: 1986